# Diuris
Diuris – rodzaj roślin z rodziny storczykowatych (Orchidaceae). Obejmuje 99 gatunków i 5 hybryd występujących w Azji Południowo-Wschodniej i Australii w takich krajach i regionach jak: Małe Wyspy Sundajskie, stany Nowa Południowa Walia, Queensland, Australia Południowa, Tasmania, Wiktoria, Australia Zachodnia.

## Systematyka
Rodzaj sklasyfikowany do podplemienia Diuridinae w plemieniu Diurideae, podrodzina storczykowe (Orchidoideae), rodzina storczykowate (Orchidaceae), rząd szparagowce (Asparagales) w obrębie roślin jednoliściennych.
Wykaz gatunków
- Diuris abbreviata F.Muell. ex Benth.
- Diuris aequalis F.Muell. ex Fitzg.
- Diuris alba R.Br.
- Diuris amabilis D.L.Jones
- Diuris amplissima D.L.Jones
- Diuris arenaria D.L.Jones
- Diuris aurea Sm.
- Diuris basaltica D.L.Jones
- Diuris behrii Schltdl.
- Diuris blakneyae (F.M.Bailey) D.L.Jones
- Diuris brachyscapa D.L.Jones & C.J.French
- Diuris bracteata Fitzg.
- Diuris brevifolia R.S.Rogers
- Diuris brevis D.L.Jones & C.J.French
- Diuris brevissima Fitzg. ex Nicholls
- Diuris brockmanii D.L.Jones & C.J.French
- Diuris brumalis D.L.Jones
- Diuris byronensis D.L.Jones
- Diuris calcicola R.J.Bates
- Diuris callitrophila D.L.Jones
- Diuris carecta D.L.Jones & C.J.French
- Diuris carinata Lindl.
- Diuris chrysantha D.L.Jones & M.A.Clem.
- Diuris chryseopsis D.L.Jones
- Diuris concinna D.L.Jones
- Diuris conspicillata D.L.Jones
- Diuris corymbosa Lindl.
- Diuris cruenta D.L.Jones & C.J.French
- Diuris cuneata Fitzg.
- Diuris curta D.L.Jones
- Diuris decrementum D.L.Jones & C.J.French
- Diuris disposita D.L.Jones
- Diuris drummondii Lindl.
- Diuris eborensis D.L.Jones
- Diuris eburnea D.L.Jones
- Diuris emarginata R.Br.
- Diuris exitela D.L.Jones
- Diuris filifolia Lindl.
- Diuris flavescens D.L.Jones
- Diuris fragrantissima D.L.Jones & M.A.Clem.
- Diuris fryana Ridl.
- Diuris fucosa D.L.Jones
- Diuris gregaria D.L.Jones
- Diuris hazeliae D.L.Jones & C.J.French
- Diuris heberlei D.L.Jones
- Diuris immaculata D.L.Jones
- Diuris inopinus D.L.Jones
- Diuris insignis D.L.Jones & C.J.French
- Diuris inundata D.L.Jones & R.J.Bates
- Diuris jonesii C.J.French & G.Brockman
- Diuris laevis Fitzg.
- Diuris lanceolata Lindl.
- Diuris laxiflora Lindl.
- Diuris leopardina D.L.Jones & R.J.Bates
- Diuris littoralis D.L.Jones & C.J.French
- Diuris longifolia R.Br.
- Diuris luteola D.L.Jones & B.Gray
- Diuris maculata Sm.
- Diuris magnifica D.L.Jones
- Diuris micrantha D.L.Jones
- Diuris monticola D.L.Jones
- Diuris nigromontana D.L.Jones
- Diuris ochroma D.L.Jones
- Diuris oporina D.L.Jones
- Diuris oraria D.L.Jones & C.J.French
- Diuris orientis D.L.Jones
- Diuris ostrina D.L.Jones & C.J.French
- Diuris pallescens D.L.Jones & C.J.French
- Diuris palustris Lindl.
- Diuris pardina Lindl.
- Diuris parvipetala (Dockrill) D.L.Jones & M.A.Clem.
- Diuris pedunculata R.Br.
- Diuris perialla D.L.Jones & C.J.French
- Diuris picta J.Drumm.
- Diuris platichila Fitzg.
- Diuris porphyrochila D.L.Jones & C.J.French
- Diuris porrifolia Lindl.
- Diuris praecox D.L.Jones
- Diuris protena D.L.Jones
- Diuris pulchella D.L.Jones
- Diuris punctata Sm.
- Diuris purdiei Diels
- Diuris recurva D.L.Jones
- Diuris refracta D.L.Jones & C.J.French
- Diuris secundiflora Fitzg.
- Diuris segregata D.L.Jones & C.J.French
- Diuris semilunulata Messmer
- Diuris septentrionalis D.L.Jones & C.J.French
- Diuris setacea R.Br.
- Diuris striata Rupp
- Diuris subalpina D.L.Jones
- Diuris suffusa D.L.Jones & C.J.French
- Diuris sulphurea R.Br.
- Diuris systena D.L.Jones & L.M.Copel.
- Diuris tinctoria D.L.Jones & C.J.French
- Diuris tinkeri D.L.Jones & C.J.French
- Diuris tricolor Fitzg.
- Diuris unica D.L.Jones
- Diuris venosa Rupp

Wykaz hybryd
- Diuris × fastidiosa R.S.Rogers
- Diuris × nebulosa D.L.Jones
- Diuris × palachila R.S.Rogers
- Diuris × polymorpha Messmer
- Diuris × sulfurella D.L.Jones